# 气运联盟
气运联盟（英文：Air League Band），中国内地流行5人摇滚乐队，在腾讯视频乐团选拔节目《明日之子乐团季》总决赛获得冠军并正式出道。该乐团由主唱田鸿杰、主唱赵珂、主唱兼键盘手李润祺、主唱兼吉他手马哲组成。粉丝名为车轱辘，口号：冬天写歌，夏天巡演，演遍所有城市的演唱會。

## 演艺经历
乐团成立
- 2020年7月25日，在腾讯视频乐团选拔节目《明日之子乐团季》第3期中，鼓手胡宇桐、主唱田鸿杰和主唱兼键盘手李润祺组成气运联盟[2]，主唱兼吉他手马哲在节目第6期中加入[3]，主唱赵珂在节目第七期中加入气运联盟，並正式成立5人乐团[4]。
- 2020年9月12日，在《明日之子乐团季》收官夜获得最强厂牌（冠军）并正式出道。

2020年：出道后，首张EP
- 2020年9月24日，为青春励志电影《一点就到家》献唱的推广曲《Forever Young》， 该曲改编自朴树于2017年发行的同名原创歌曲[5]。
- 2020年9月26日，参与腾讯视频《明日家族四季首聚演唱会》[6]。
- 2020年11月14日，参与明日之子乐团八城巡演[7]。
- 2020年12月1日，推出乐团首张EP《超！满速》[8]。
- 2020年12月28日，为动画电影 《许愿神龙》献唱的推广曲《行运一条龙》[9]。

2021年：乐团稳定发展，演唱会
- 2021年3月12日，乐团参加的以推介北京冬奥会主场馆为主题的真人秀《冬梦之约》在北京卫视播出[10]。
- 2021年4月10日，举办首场演唱会[11]。
- 2021年4月12日，为电影《你的婚礼》献唱的插曲《少年！敢》[12]。
- 2021年4月20日，为网剧《拜托了班长》献唱的主题曲《管什么风向》[13]。
- 2021年5月13日，为电影《2哥来了怎么办》献唱的主题曲《怎么办》[14]。
- 2021年6月1日，参加央视六一晚会，并带来时代儿歌联唱《歌声与微笑》、《种太阳》和《少年少年祖国的春天》，节目在中央电视台综合频道和少儿频道播出[15]。
- 2021年6月16日，为电视剧《理想照耀中国》之《我们的乌兰牧骑》献唱片尾曲《幸福之路》，并在网易云音乐上线[16]。
- 2023年8月3日，鼓手胡宇桐官宣退出乐团

## 乐队成员资料
| 名字   | 出生地     | 出生日期       | 星座   | 学历               | 身高  | 司职         |
| 田鸿杰 | 中国广东   | 2001年3月19日  | 双鱼座 | 星海音乐学院       | 183cm | 主唱         |
| 赵珂   | 中国安徽   | 2000年12月4日  | 射手座 |                    | 178cm | 主唱 說唱    |
| 李润祺 | 中国河南   | 2001年10月31日 | 天蝎座 | 伯克利音乐学院     | 176cm | 键盘手、主唱 |
| 马哲   | 中国黑龙江 | 1997年12月31日 | 摩羯座 | 黑龙江八一农垦大学 | 190cm | 吉他手、主唱 |

## 音乐作品
单曲
| 歌曲名称                                                   | 作词                         | 作曲                            | 备注                                                                                   |
| 我不想改变世界我只想不被世界改变 （翻唱） 原唱：八三夭乐团 | 八三夭 阿璞                  | 八三夭 阿璞                     | 明日之子乐团季第四期 1V1舞台考核 ｜ 编曲：郑楠、李润祺 鼓：胡宇桐 演唱：田鸿杰、李润祺 |
| 我的家                                                     | 气运联盟                     | 李润祺 鼓编写：胡宇桐           | 明日之子乐团季考核原创曲目                                                             |
| 气运联盟                                                   | 气运联盟                     | 李润祺、胡宇桐                  | 明日之子乐团季乐队主题曲考核                                                           |
| 我想你正在听                                               | 李润祺、赵珂                 | 李润祺、赵珂                    | 明日之子乐团季毕业大考原创曲目                                                         |
| 有一群伙伴比啥都浪漫                                       | 八三夭 阿璞                  | David Fremberg、Ryo Ito、Kenn C | 明日之子乐团季主题曲                                                                   |
| Forever Young （改编） 原唱： 朴树                         | 朴树                         | 朴树                            | 青春励志电影《一点就到家》推广曲                                                       |
| 战斗的乐章 （改编） 原唱： 希林娜依·高                     | 洛松维、庞博 改编rap词：赵珂 | Unisonar、yocho、阿才           | 编曲：yocho/阿才 腾讯视频S10特别版                                                     |
| 行运一条龙                                                 | 张鹏鹏                       | 7KEY MUSIC                      | 电影《许愿神龙》推广曲                                                                 |
| 少年！敢                                                   | 郭栋楠、魏玉白、徐飞鸿       | 徐飞鸿                          | 电影《你的婚礼》少年曲                                                                 |
| 管什么风向                                                 | 焦东 Rap词：赵珂             | 林晖庭、黄冠伦                  | 网剧《拜托了班长》主题曲                                                               |
| 怎么办                                                     | 任寒冰、李妹                 | 任寒冰                          | 电影《2哥来了怎么办》主题曲                                                            |
| Heroes                                                     | 林喬                         | Nick Atkinson、Edd Holloway     | 網劇你微笑時很美插曲_ZGDX戰隊曲                                                        |

乐队作品
| 序号 | 类型 | 资料                                                                | 曲目 |
| 1st  | EP   | 《超！满速》 - 发行日期 ：2020年12月1日 - 语言：中文 - 制作人：郑楠 | 1. 活于我 It's my life - 作词：李润祺、赵珂 - 作曲：(K)NoW_NAME:Shuhei Mutsuki 2. 请允许我的平凡 - 作词：李润祺、赵珂 - 作曲：李润祺 3. 翡翠 - 作词：吴孤儿、赵珂 - 作曲：Jeremy William Smith |

## 综艺节目
| 播出日期  | 节目                 | 备注                       |
| 2020/7/11 | 明日之子乐团季       |                            |
| 2021/3/12 | 冬梦之约             | 北京卫视冬奥场馆音乐真人秀 |
| 2021      | 尬bro (田鴻杰 馬哲   | 騰訊視頻                   |
| 2021/6    | 一周的說唱歌手（趙珂 | 愛奇藝                     |
| 2021/8/2  | 我的乡间日記（胡宇桐 | 騰訊視頻                   |
| 2021/8/3  | 夏天來了盟人不在家   | 騰訊視頻                   |

## 演唱会记录
| 演出日期               | 演唱会名称                   | 场地 | 场次 |
| 2020/11/4 - 2020/12/14 | 《超级一班》明日之子乐团巡演 | - 中国深圳 腾讯WeSpace - 中国广州 太·空间 - 中国上海 Modern Sky LAB - 中国长沙 46LiveHouse - 中国成都 MAOLIVEHOUSE成都 - 中国西安 星球工厂LIVEHOUSE | 6场  |
| 2021/4/10              | 《超！满速》首唱会           | 广州南沙体育馆 | 1场  |

## 获奖记录
| 获奖日期   | 奖项                         | 备注 |
| 2020/12/10 | 时尚先生年度盛典年度榜Young  | 获奖 |
| 2020/12/20 | 腾讯视频星光大赏年度人气乐团 | 获奖 |
| 2020       | 新浪影视综盛典年度综艺音乐   | 获奖 |